# 硫酸钬
硫酸钬是一种无机化合物，化学式为Ho2(SO4)3。

## 制备
用硫酸溶解氧化钬，可以得到硫酸钬。